# 天主教聖卡洛斯德巴里洛切教區
天主教聖卡洛斯德巴里洛切教區（拉丁語：Dioecesis Sancti Caroli Vurilocensis）是阿根廷一個羅馬天主教教區，屬布蘭卡港總教區。
教區成立於1993年7月22日，位於內格羅河省西南部。2004年有教友112,500人（佔轄區總人口75.5%）、十三個堂區、廿四名司鐸。現任教區主教為費南多·卡洛斯·馬萊蒂。